# Edwin Francis Carpenter
Edwin Francis Carpenter (Boston, 1º novembre 1898 – Tucson, 11 febbraio 1963) è stato un astronomo statunitense.
Studiò presso l'Università di Harvard dove conseguì il Bachelor of Arts (A.B.) e, quindi, il Master of Arts (A.M.) acquisendo nel 1925 il Dottorato (Ph.D.) presso l'Università della California a Berkeley. Incominciò subito ad insegnare presso l'Università dell'Arizona per poi diventare nel 1936 capo del Dipartimento di Astronomia della stessa Università. Nel 1938 divenne direttore dell'Osservatorio Steward rimanendo in tale posizione fino al 1963. Ricoprì, fra le altre, importanti cariche nella sezione astronomica della American Association for the Advancement of Science e fu membro del consiglio della American Astronomical Society. Lavorò nel campo dell'astronomia galattica, delle supernovae e delle nane bianche. Scoprì una relazione tra la densità delle galassie in un cluster di galassie e la dimensione del cluster.
A Edwin Francis Carpenter ed al suo omonimo astronomo inglese James Carpenter la UAI ha co-intitolato il cratere lunare Carpenter.